# Fastighetsmäklarlagen
Fastighetsmäklarlagen (1995:400), förkortat FML, är en lag som behandlar reglerna för fastighetsmäklare. Bestämmelserna i lagen tillämpas oavsett var fastigheten är belägen, om en väsentlig del av mäklarens uppdrag utförs i Sverige.
FML innehåller handlingsregler för fastighetsmäklare men även en så kallad generalklausul – 12 § första stycket FML – om god fastighetsmäklarsed av följande lydelse.
"Fastighetsmäklaren skall utföra sitt uppdrag omsorgsfullt och i allt iaktta god fastighetsmäklarsed. Mäklaren skall därvid tillvarata både säljarens och köparens intresse."
God fastighetsmäklarsed har i övrigt, i enlighet med lagstiftarens intentioner, under åren utvecklats och närmare preciserats bland annat genom Fastighetsmäklarinspektionens beslut och domstolsavgöranden i ett stort antal tillsynsärenden. Fastighetsmäklarinspektionen har sammanställt avgöranden från 2000 till 2006 i årsböcker, och har också tagit fram serien "God fastighetsmäklarsed" för att på ett enkelt sätt göra vissa av nämndens överväganden och avgöranden tillgängliga.
Den 15 december 2005 tillsattes en särskild utredare för att se över fastighetsmäklarlagen och överväga vilka ändringar och kompletteringar i lagen som bör göras. Utredningens betänkande SOU 2008:6 "Fastighetsmäklaren och konsumenten" presenterades i januari 2008.
Ytterligare bearbetning har sedan skett inom Justitiedepartementet. En remiss skickades till lagrådet 2010-06-23. 
I en proposition till riksdagen föreslår regeringen en ny fastighetsmäklarlag, som innebär ytterligare förstärkningar av konsumentskyddet och modernare och mer förutsebara regler vid fastighetsköp.